# Marie-Aimée Peyron
Pour les articles homonymes, voir Peyron.
Marie-Aimée Peyron, née le 16 juin 1960 à Alger, est une avocate française, bâtonnière de l'ordre des avocats de Paris de 2017 à 2019.

## Biographie
Elle prête le serment d'avocat le 20 décembre 1989.
Marie-Aimée Peyron parle couramment l'anglais et le russe.

## Responsabilités institutionnelles
De 1995 à 1996, elle préside l'Union des jeunes avocats de Paris.
Après en avoir été membre entre 1997 et 1999, Marie-Aimée Peyron est membre du bureau de 2006 à 2008 puis vice-présidente du Conseil national des barreaux de 2009 à 2011, redevenant membre entre 2015 et 2017. Elle est également secrétaire du conseil de l’ordre du barreau de Paris entre 2002 et 2004 et secrétaire de la déontologie du barreau de Paris en 2005. 
Élue 220e bâtonnière de l'ordre des avocats de Paris en décembre 2016, elle prend ses fonctions le 1er janvier 2017, succédant à Frédéric Sicard et devenant la troisième femme à occuper cette fonction depuis 1614, après Dominique de La Garanderie en 1997 et Christiane Féral-Schuhl en 2011. Elle est secondée par le pénaliste Basile Ader, élu vice-bâtonnier. Dès son élection, elle indique vouloir faire de l'égalité salariale « l’une des grandes causes » de son bâtonnat. Olivier Cousi lui succède le 1er janvier 2020, avec Nathalie Roret au vice-bâtonnat.

## Décorations
- Chevalière de la Légion d'honneur (2008)[réf. souhaitée]
- Officier de la Légion d’honneur (31 déc 2020)[réf. souhaitée]